# Geografia do Piauí

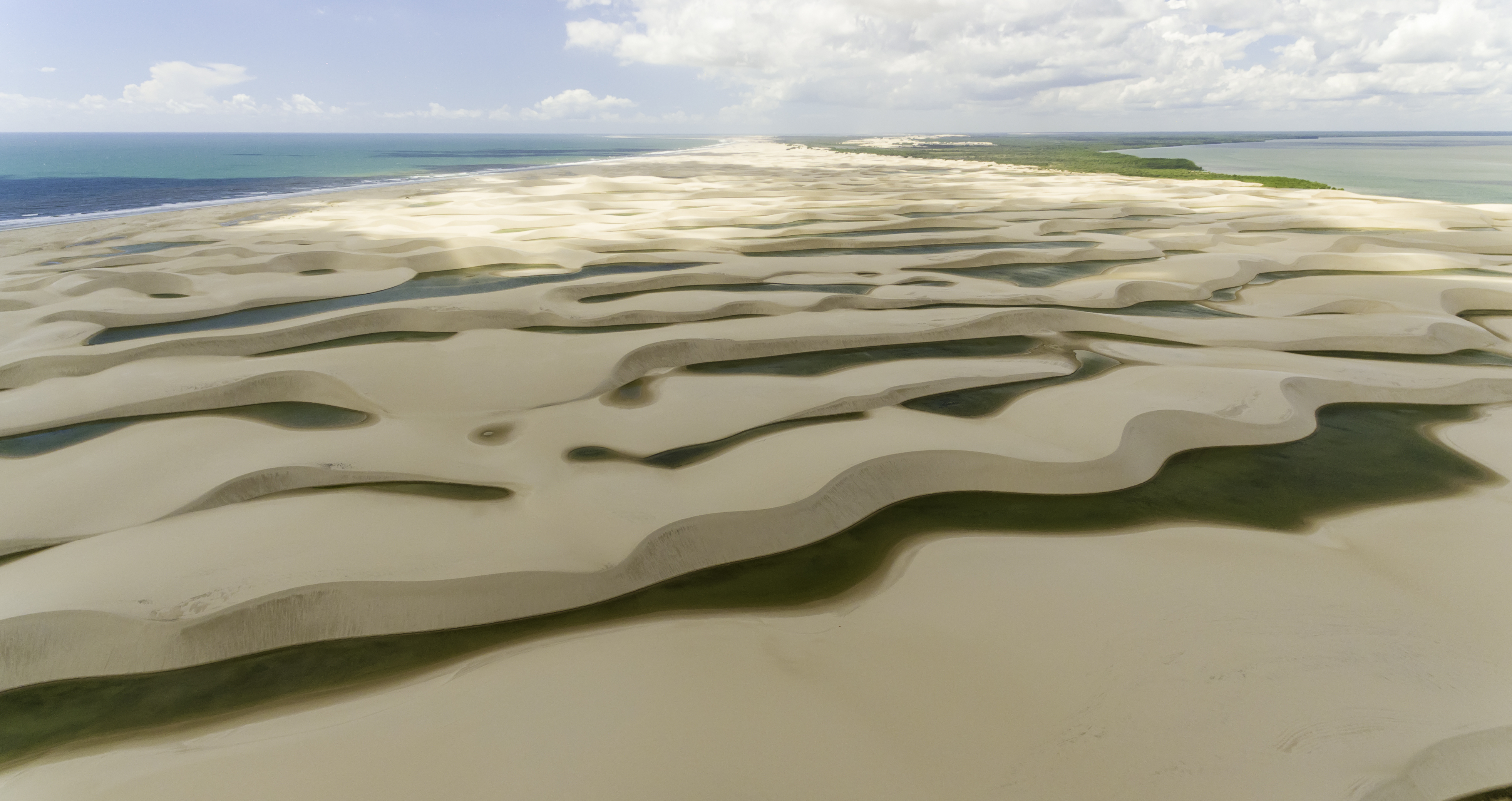
Imagem aérea do Delta do Parnaíba

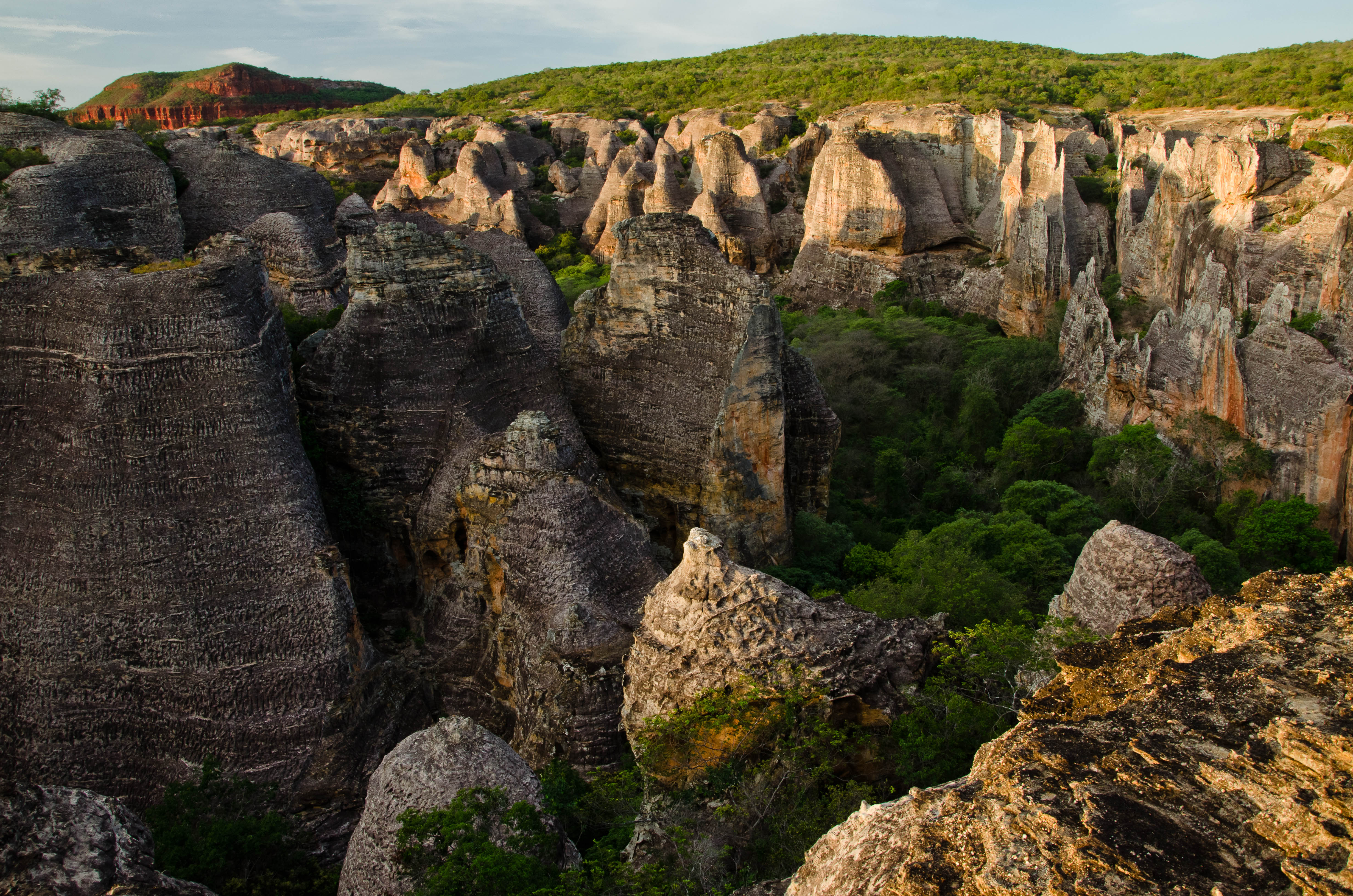
Panorama do Parque Nacional da Serra da Capivara.

A Geografia do Piauí é marcada por uma rica diversidade de paisagens e recursos naturais, que apresentam tanto desafios quanto oportunidades para o desenvolvimento sustentável do estado. Com uma gestão adequada dos seus recursos e um planejamento integrado, o Piauí pode aproveitar todo o seu potencial para promover o bem-estar de sua população e garantir a preservação de suas riquezas naturais para as gerações futuras. Localizado na região Nordeste do Brasil, o Piauí é um estado que se destaca por sua diversidade geográfica, abrangendo uma variedade de paisagens, relevo, clima, hidrografia e vegetação.

## Área e localização
O Piauí faz divisa com os estados do Maranhão (a oeste), Ceará (a leste), Pernambuco e Bahia (ao sul), além de ser banhado pelo Oceano Atlântico a norte. Com uma área total de aproximadamente 251.529 quilômetros quadrados, o Piauí é o oitavo maior estado brasileiro em extensão territorial. Sua localização geográfica estratégica o coloca no centro-norte do Brasil, ocupando uma posição intermediária entre a Região Norte e a Região Nordeste. Isso confere ao estado uma relevância tanto em termos de conectividade regional quanto de logística para o escoamento da produção agrícola e mineral. O estado do Piauí é caracterizado por vastas planícies, com algumas áreas de relevo mais acidentado ao sul, na região da Chapada das Mangabeiras. Sua capital é Teresina, situada na região centro-norte do estado, próxima ao encontro do rio Poti e do rio Parnaíba. A cidade de Teresina é também a única capital do Nordeste brasileiro que não está localizada à beira-mar.

## Relevo
O relevo piauiense abrange planícies litorâneas e aluvionares, nas faixas das margens do rio Parnaíba e de seus afluentes, que permeiam a parte central e norte do estado. Ao longo das fronteiras com o Ceará, Pernambuco e Bahia, nas chapadas de Ibiapaba e do Araripe, a leste e da Tabatinga e das Mangabeiras, ao sul, encontram-se as maiores altitudes da região, situadas em torno de novecentos metros de altitude. Entre essas zonas elevadas e o curso dos rios que permeiam o estado, como, por exemplo, o Gurgueia, o Fidalgo, o Uruçuí Preto e o Parnaíba, encontram-se formações tabulares, contornadas por escarpas íngremes, resultantes da áreas erosivas das águas.
O relevo do Piauí é marcado pela presença de três principais unidades geomorfológicas: a Depressão Sertaneja, os Planaltos e Chapadas do Médio Parnaíba e as Chapadas e Serras do Sul. A Depressão Sertaneja, localizada ao norte, é caracterizada por terrenos planos e baixas altitudes. Os Planaltos e Chapadas do Médio Parnaíba ocupam a porção central do estado, apresentando altitudes mais elevadas e relevos ondulados. Já as Chapadas e Serras do Sul, ao sul do Piauí, são marcadas por formações rochosas antigas, relevos mais acidentados e elevações significativas.

## Clima

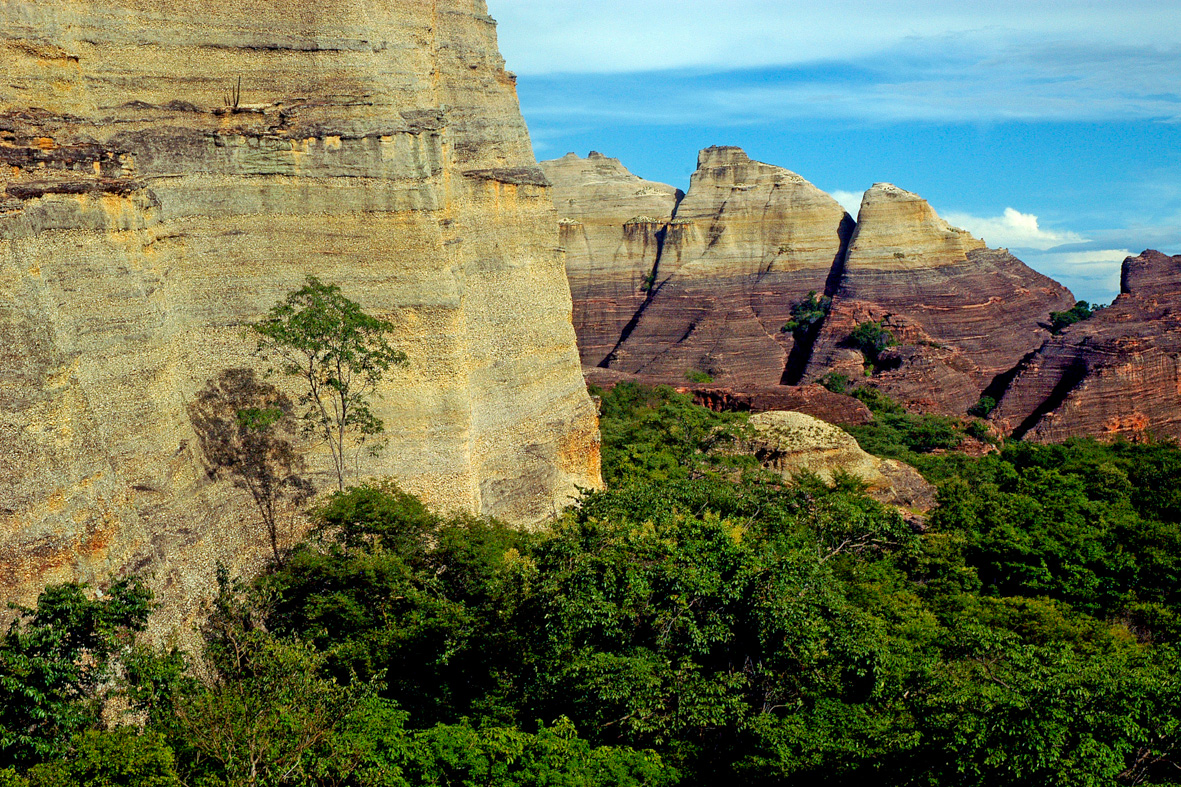
Panorama do Parque Nacional da Serra da Capivara

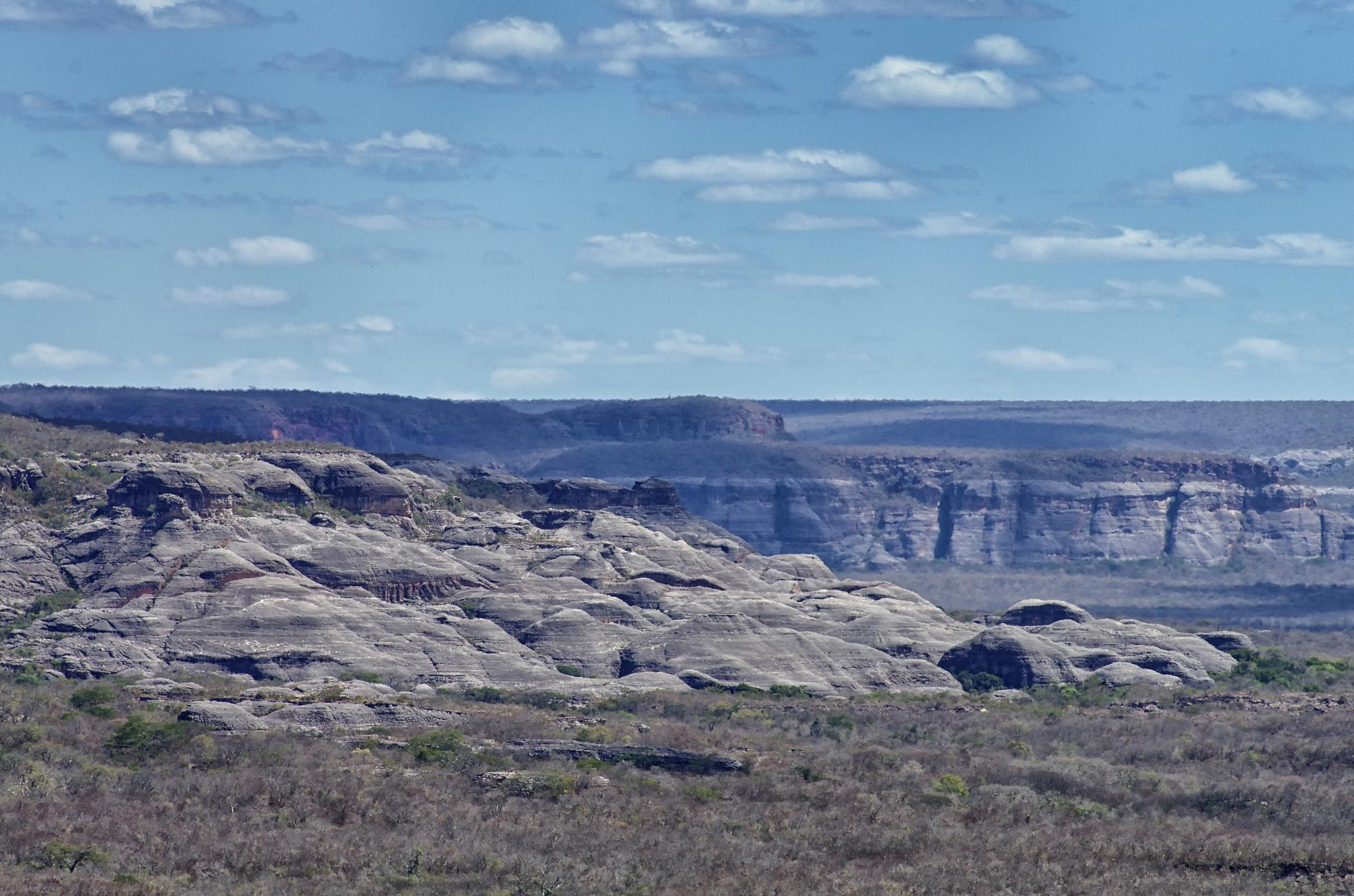
Parque Nacional da Serra das Confusões

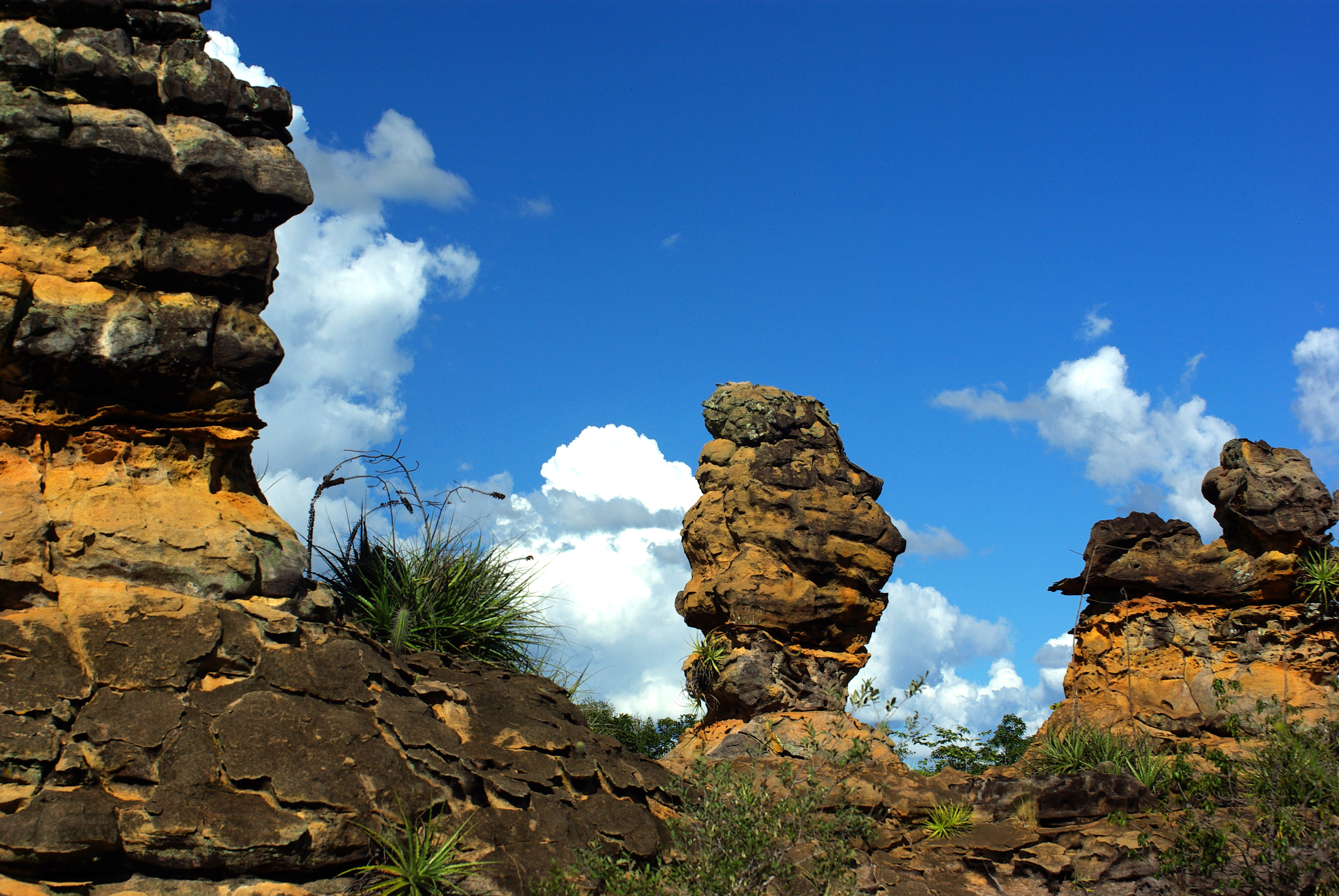
Parque Nacional de Sete Cidades

O clima predominante no Piauí é o semiárido, com características de seca e chuvas irregulares. No entanto, na região sul do estado, especialmente nas áreas de maior altitude, o clima é mais ameno e úmido, com influência da Mata dos Cocais. As temperaturas costumam ser elevadas ao longo do ano, com médias superiores a 30°C na maior parte do estado.
Duas tipologias climáticas ocorrem no estado:
- A primeira, classificada por Köppen como tropical de savana (Aw); domina a maior parte do território variando entre 25 e 27°C. As chuvas na área de ocorrência deste clima também são variáveis. Ao sul, indicam cerca de 700 mm anuais, mais ao norte a pluviosidade aumenta, atingindo índices próximos a 1.200 mm/ano.
- O segundo tipo de clima predomina na porção sudeste do estado, sendo classificado como semiárido quente (BSh). As chuvas ocorrem durante o verão, distribuindo-se irregularmente, alcançando índices de 600 mm/ano; pela baixa pluviosidade, a estação seca é prolongada (oito meses mais ou menos) sendo mais drástica no centro da Serra da Ibiapaba. As temperaturas giram na casa dos 24 a 40°C, tendo seus invernos secos.

## Hidrografia

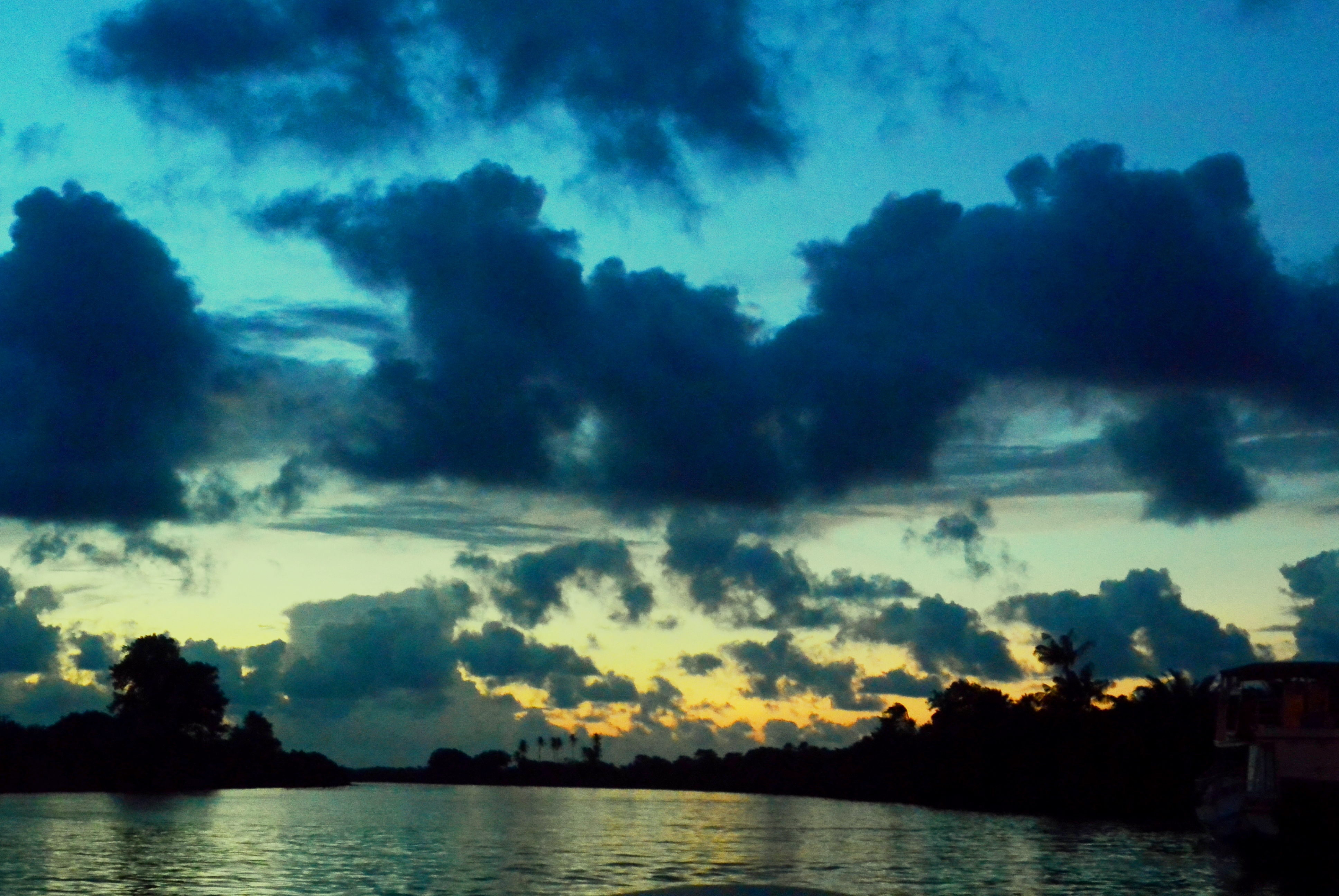
Rio Paraíba.

A hidrografia do Piauí é representada principalmente pela Bacia do Rio Parnaíba, que corta o estado de sul a norte, dividindo-o em duas metades. O Rio Parnaíba é o principal curso d'água da região, e suas águas são fundamentais para a agricultura, pecuária e abastecimento humano. Além do Parnaíba, outros rios importantes incluem o Poti, o Longá e o Canindé.
O Piauí conta com o rio Parnaíba e com alguns de seus afluentes, entre eles o Uruçuí Preto e o Gurgueia, que, somando-se seus cursos permanentes, ultrapassam 2 600 km de extensão. O estado conta ainda com lagoas de notável expressão, tais como a de Parnaguá, Buriti e Cajueiro, que vêm sendo aproveitadas em projetos de irrigação e abastecimento de água na região.
A perenidade dos rios piauienses, entretanto, encontra-se ameaçada. Os rios sofrem intenso processo de assoreamento, sempre crescente, em decorrência do desmatamento acentuado que ocorre no estado, principalmente nas nascentes e nas margens dos rios. O estado encontra-se com 82,5% de seu território dentro do polígono das secas, segundo dados da Organização das Nações Unidas para Agricultura e Alimentação (FAO).

## Vegetação
A vegetação do Piauí é diversificada e inclui diferentes tipos de biomas. No norte e centro do estado, predomina a Caatinga, caracterizada por vegetação xerófila, com plantas adaptadas à escassez de água. Na região sul, encontramos a transição para o Cerrado, com uma maior variedade de flora e fauna, incluindo áreas de floresta estacional e cerradão. A presença da Mata dos Cocais, uma formação de transição entre a Caatinga e o Cerrado, também é relevante, especialmente na porção sul do estado, onde se integra ao MATOPIBA.
Predominam quatro classes de vegetação: caatinga, cerrado, floresta estacional semidecidual e a mata de cocais.
- Caatinga: tem sua ocorrência em ambientes de clima tropical semiárido. Os vegetais da caatinga apresentam adaptações a esse ambiente. Têm folhas grossas e pequenas, muitas delas com forma de espinhos, que perdem pouca água pela transpiração. Registrada principalmente no sul e sudeste do estado; é composta por cactáceas, bromélias, arbustos e árvores de pequeno até grande porte em áreas brejosas.
- Cerrado: estende-se nas porções sudoeste e norte do estado; apresenta arbustos, árvores e galhos retorcidas, folhas grandes, casca grossa, raízes profundas e algumas gramíneas, cactos, bromélias e ervas cobrindo o solo. Encontra-se no sul, sudoeste e da região central ao leste.
- Floresta estacional semidecidual: ocorre da foz do rio Canindé no médio Parnaíba até o baixo Parnaíba, além de outra extensão no vale do rio Gurgueia, é mista com a floresta de palmáceas principalmente acompanhado o rio Parnaíba; espécies ocorrentes carnaúba, babaçu, buriti, macaúba, tucum, pati e outras. Essas palmeiras podem ser encontradas no cerrado. Quanto aos vegetais lenhosos a variedade é impressionante desde pequenas ervas e arbustos de alguns centímetros á árvores de grande porte com mais de 20 a 30 metros, no período seco algumas plantas perdem as folhas e outras se mantém verdes o ano todo; espécies ocorrentes angico branco, jatobá, cedro, ipê-roxo, pau-d'arco-amarelo, ipê-amarelo, tamboril, gonçalo alves, violeta, sapucaia, sapucarana, louro-pardo, aroeira, cajazeira, guaianã, oiti, caneleiro, burra-leiteira, chichá, açoita cavalos, moreira, azeitona, jenipapo, algodão bravo, podoí, pau de rato, juazeiro, tuturubá, mutambá, goiaba, quabiraba entre outras.
- Mata de cocais: vegetação predominante entre a Amazônia e a caatinga, onde predominam as palmeiras ora mescladas pela floresta estacional semidecidual ora em agrupamentos quase puros, ocorrem preferencialmente em baixadas onde o lençol freático e mais raso , mantêm-se sempre verdes todo o ano e produzem muitos frutos tanto para o extrativismo das populações locais como para fauna silvestre. predomina nos estados do Maranhão, Piauí, ceará e norte do Tocantins. No Piauí, predominam as palmeiras babaçu, carnaúba, buriti, tucum, macaúba, patizeiro além de muitas outras.

## Litoral

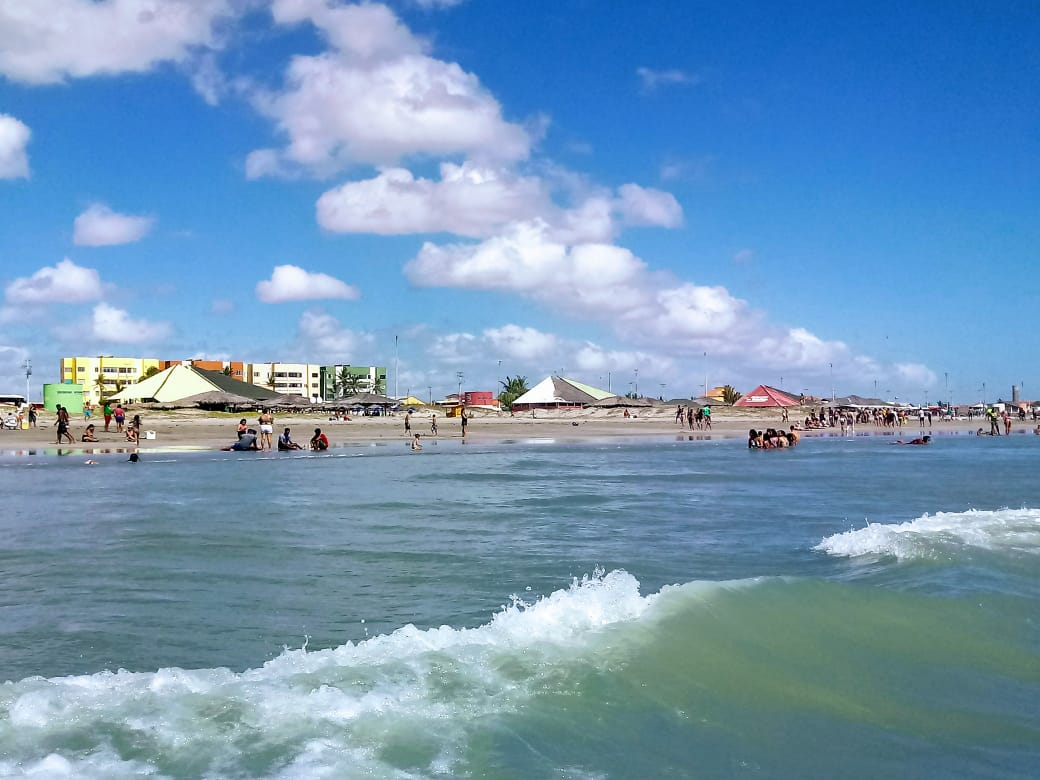
Praia de Atalaia a mais popular do litoral do Piauí

O Litoral do Piauí é uma região refere à faixa costeira do estado do Piauí e seus municípios. Compreende cerca de 66 quilômetros de extensão, sendo o menor do Brasil e distante 320 km da capital Teresina. É banhado pelo Oceano Atlântico, seus limites no lado oeste vão da foz do Rio Parnaíba na divisa com o Maranhão, até o limite leste fronteira com o Ceará, separado pelo Rio Timonha.
A região esteve sob a jurisdição do estado de Ceará, mas no ano de 1880, voltou a pertencer ao estado do Piauí, após o governo deste, reivindicar de volta seu território e oferecer em troca, dois importantes municípios piauienses, Independência e Príncipe Imperial, que hoje correspondem à região de Crateús e Novo Oriente.
A costa piauiense abriga a segunda maior cidade do estado, Parnaíba, dinâmica área metropolitana, destaque no comércio e serviços e sede da Rota das Emoções.

## Desafios e Oportunidades
O Piauí enfrenta uma série de desafios geográficos, incluindo a irregularidade das chuvas, a degradação ambiental, a escassez de recursos hídricos em algumas áreas e a necessidade de desenvolvimento socioeconômico em regiões mais remotas. No entanto, o estado também possui importantes oportunidades, como o potencial para a expansão da agricultura, o crescimento do turismo em áreas de preservação ambiental e o desenvolvimento de energias renováveis, como a eólica e a solar.